# Burlington, Vermont
Burlington är den största staden i delstaten Vermont i USA. Staden är administrativ huvudort (county seat) i countyt Chittenden County och har 42 417  invånare (2010). Staden är därmed den minsta staden att vara största stad (city) i en delstat i Förenta staterna.

## Geografi

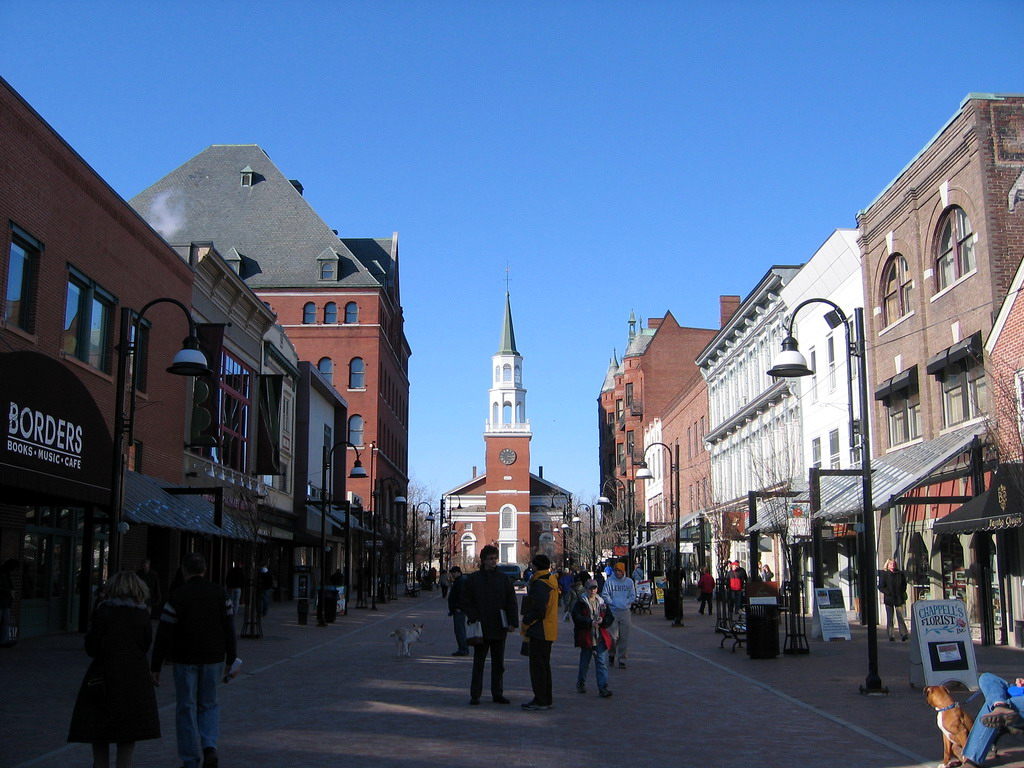
Church Street i Burlington

Burlington ligger cirka 150 kilometer sydöst om Montréal, 65 kilometer nordväst om Montpelier och 110 kilometer norr om Rutland. Stadens centrum ligger på en kulle med utsikt över Champlainsjön. Winooski-floden skär igenom Burlingtons norra stadsdel.

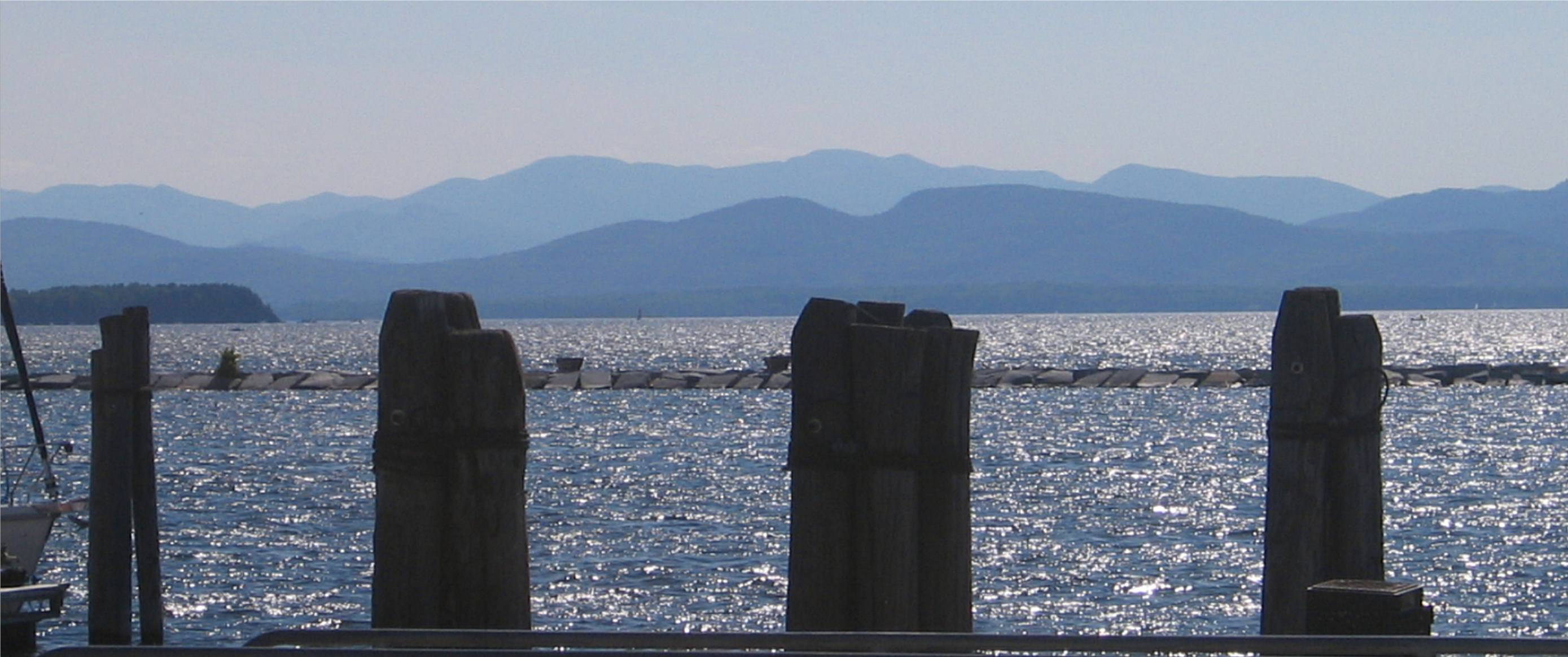
Champlainsjön sedd från Burlington.

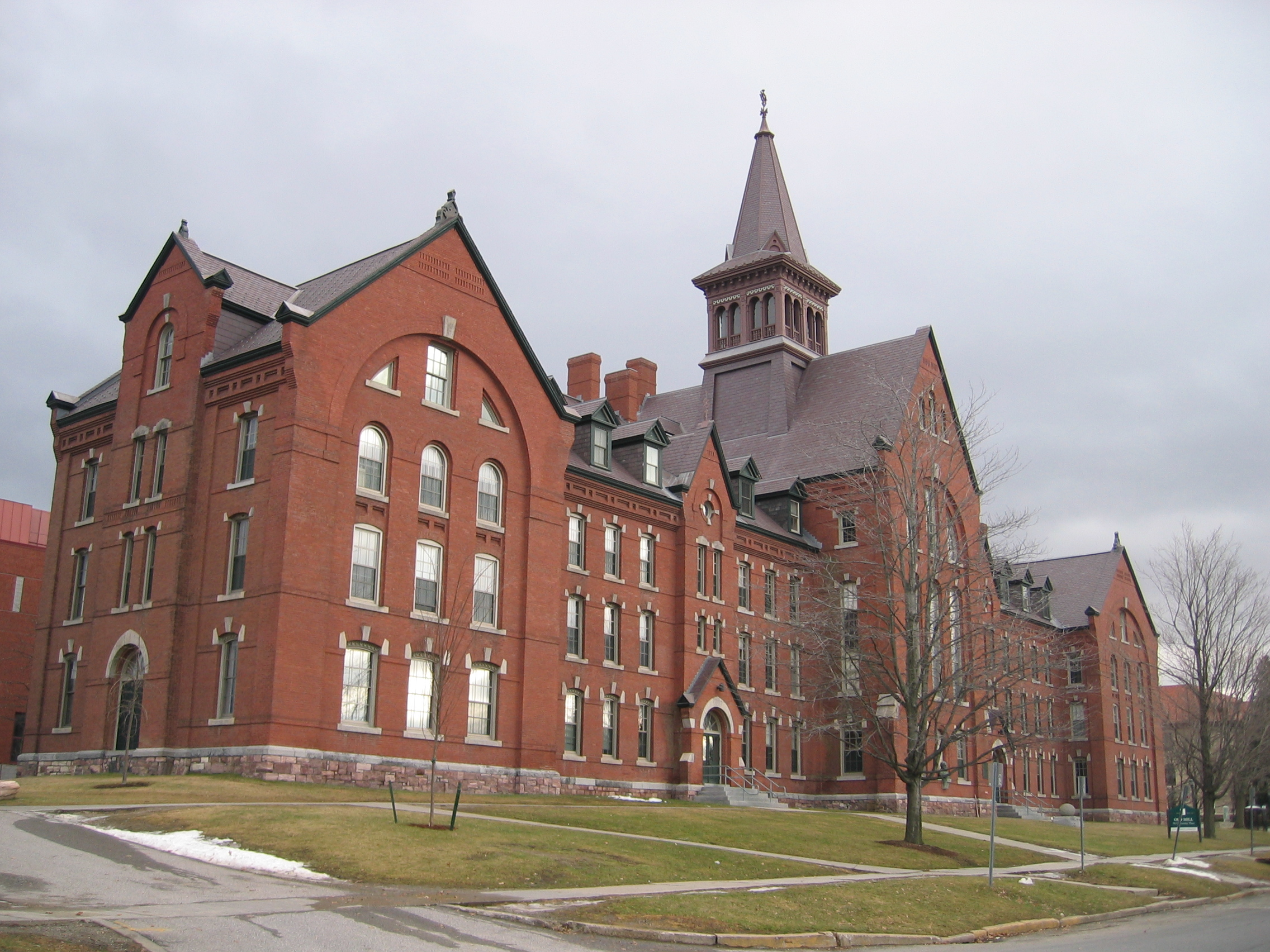
Universitetet i Burlington.

## Historia
Staden grundades 1763 i närheten av en befästning vid Winooski-floden. Efter det amerikanska revolutionskriget blev området till staden omvandlat till jordbruksmark och år 1791 etablerades University of Vermont i staden.
Burlington utvecklade sig till en av USA:s främsta hamnstäder. Huvudsakligen skedde importen av trä från Kanada över staden. I början av 1800-talet hade Burlington ungefär 2 000 invånare. Trots närheten till Kanada spelade staden en mindre roll under 1812 års krig, dock fanns det ett militärsjukhus förlagt hit.
Stadens betydelse ökade ytterligare vid öppnandet av Champlainkanalen som möjliggjorde direkt fartygstrafik mellan New York och Montreal. År 1849 inrättades en järnvägslinje till Rutland, på vilken man huvudsakligen transporterade trä, och på så sätt gynnade Burlingtons sågverk.

### Fotnoter
1. ↑  , United States Census Bureau, 2010].  Läst 10 februari 2011